# Pascale Cancik
Pascale Monika Cancik (* 1967) ist eine deutsche Rechts- und Verwaltungswissenschaftlerin. Sie hat seit 2008 einen Lehrstuhl für Öffentliches Recht, Geschichte des europäischen öffentlichen Rechts und Verwaltungswissenschaften an der Universität Osnabrück inne.

## Leben
Die Tochter des Altphilologen- und Historiker-Paares Hubert Cancik und Hildegard Cancik-Lindemaier studierte von 1986 bis 1992 Rechtswissenschaft an der Eberhard Karls Universität Tübingen und der Freien Universität Berlin. Von 1992 bis 1996 arbeitete sie am Lehrstuhl für Öffentliches Recht und Völkerrecht der Universität Tübingen bei Hans von Mangoldt. Von 1995 bis 1997 absolvierte sie das Referendariat in Tübingen, Naumburg, Speyer (Deutsche Hochschule für Verwaltungswissenschaften Speyer) und London (Ashurst Morris Crisp). Von 1997 bis 2000 war sie Rechtsanwältin bei Bruckhaus Westrick Heller Löber in Düsseldorf (Schwerpunkt im Wirtschaftsverwaltungsrecht, insbes. Umwelt- und öffentliches Medienrecht). Nach der Promotion 1999 mit einer Arbeit zum Verfassungs- und Parlamentsrecht Parlamentarische Opposition in den Landesverfassungen war sie von 2000 bis 2006 Postdoc-Stipendiatin des Graduiertenkollegs Rechtsgeschichte der Goethe-Universität und wissenschaftliche Mitarbeiterin am Institut für Öffentliches Recht der Universität Frankfurt, Professur für Öffentliches Recht und Neuere Rechtsgeschichte bei Michael Stolleis. Von Oktober 2003 bis April 2005 war sie sachverständiges Mitglied der Enquetekommission des Hessischen Landtages zur Reform der Hessischen Verfassung.
Nach der Habilitation an der Universität Frankfurt am Main im Mai 2006 mit der Arbeit Verwaltung und Öffentlichkeit in Preußen. Kommunikation durch Publikation und Beteiligung im Verwaltungsverfahren im Recht der Reformzeit war sie ab Januar 2007 wissenschaftliche Mitarbeiterin am Bundesverfassungsgericht. Seit April 2008 lehrt sie als Professorin für öffentliches Recht an der Universität Osnabrück. 2011 wurde sie für den Ernst Mühlenhoff Preis für gute Lehre nominiert. Von April 2012 bis März 2014 war sie Studiendekanin des Fachbereichs Rechtswissenschaften der Universität Osnabrück. Am 1. Oktober 2012 wurde sie Direktorin des Instituts für Kommunalrecht und Verwaltungswissenschaften an der Universität Osnabrück. 2014/2015 war sie Fellow des Kulturwissenschaftlichen Kollegs Konstanz – Exzellenzcluster Kulturelle Grundlagen von Integration an der Universität Konstanz. Sie ist Mitglied der Vereinigung für Verfassungsgeschichte.
Ihre Forschungsschwerpunkte sind Verfassungs- und Parlamentsrecht, europäisches und deutsches Umweltrecht, insbes. Abfallrecht, Recht der Lärmaktionsplanung und Geschichte des Verwaltungsrechts. Ihre Forschungsinteresse sind Rechtspraxis, Implementationskonflikte, Recht als Kommunikation und als Kommunikationsdeterminante und Verwaltung „vor Ort“.

## Schriften (Auswahl)
- Parlamentarische Opposition in den Landesverfassungen. Eine verfassungsrechtliche Analyse der neuen Oppositionsregelungen (= Tübinger Schriften zum Staats- und Verwaltungsrecht. Band 55). Duncker und Humblot, Berlin 2000, ISBN 3-428-09857-9 (zugleich: Dissertation, Tübingen 1999).
- Verwaltung und Öffentlichkeit in Preußen. Kommunikation durch Publikation und Beteiligungsverfahren im Recht der Reformzeit (= Jus publicum. Band 171). Mohr Siebeck, Tübingen 2007, ISBN 978-3-16-149295-2 (zugleich: Habilitationsschrift, Frankfurt am Main 2006).
- als Herausgeberin mit Thomas Henne, Stefan Ruppert, Thomas Simon und Miloš Vec: Konfession im Recht. Auf der Suche nach konfessionell geprägten Denkmustern und Argumentationsstrategien in Recht und Rechtswissenschaft des 19. und 20. Jahrhunderts (= Studien zur europäischen Rechtsgeschichte. Band 247). Klostermann, Frankfurt am Main 2009, ISBN 978-3-465-04081-1.
- als Herausgeberin: Demokratie und Selbstverwaltung – Selbstverwaltung in der Demokratie. 25. Bad Iburger Gespräch (= Bad Iburger Gespräche. Band 23). V & R Unipress, Göttingen 2015, ISBN 3-8471-0458-6.